# Дремайловка (остановочный пункт)
Дремайловка — пассажирский железнодорожный остановочный пункт Киевской дирекции Юго-Западной железной дороги на линии Чернигов—Нежин, расположенный непосредственно западнее села Дремайловка.

## История
Станция была открыта в 1930 году на действующей ж/д линии Нежин—Чернигов. Осуществлялись (О) продажа билетов на поезда местного следования без багажных операций. По состоянию местности на 1986 год: на топографической карте лист М-36-016 остановочный пункт обозначен.

## Общие сведения
Станция представлена одной боковой платформой. Имеет 1 пути. Нет здание вокзала. 

## Пассажирское сообщение
Ежедневно станция принимает пригородные поезда сообщения Чернигов—Нежин. 